# Liegebox
Eingestreute Liegeboxen dienen in der Rinderhaltung dem Abliegen und Ruhen der Tiere auf planbefestigtem Grund oder Spaltenboden. Sie werden zu den Seiten hin durch Metallrohre oder Fiberglasstäbe und nach vorne durch ein Nackenrohr (auch: Nackenriegel) und eine Bugschwelle  voneinander abgegrenzt. Aus bauökonomischen Gründen werden Liegeboxen nebeneinander und teilweise gegenständig angeordnet. Es gibt zwei Grundformen von Liegeboxen, die Hoch- und die Tiefbox, sowie die Umbauformen Fressliegebox und Hoch-Tiefbox.

## Hochbox

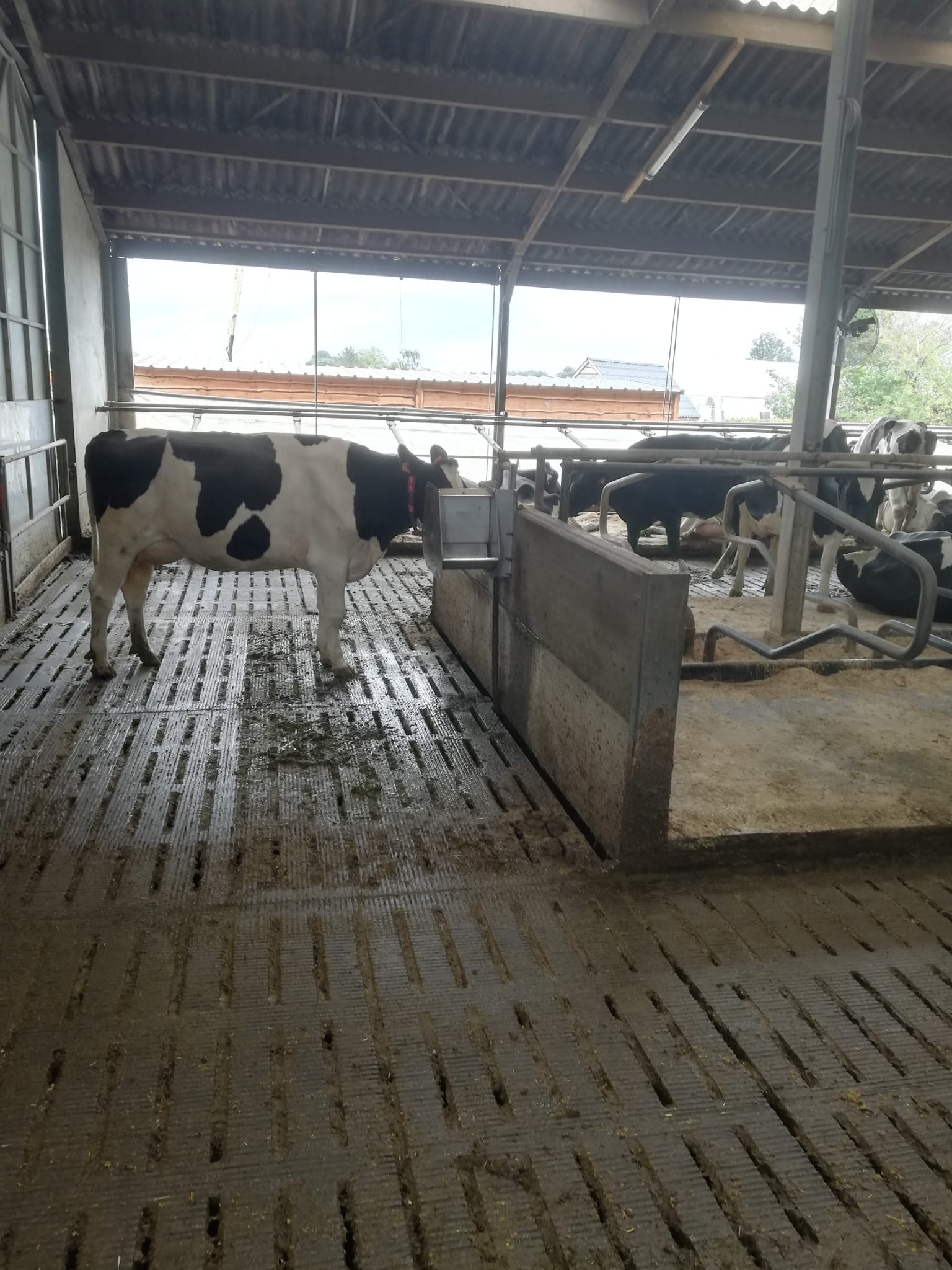
Hochbox

Die Liegefläche einer Hochbox liegt etwa 20 Zentimeter über dem Niveau des Laufganges und besteht meist aus einem Betonkörper, der mit einer weichen, verformbaren Matratze abgedeckt ist. Die Stufe zur Lauffläche schützt die Liegefläche vor übermäßiger Verunreinigung durch abgesetzten Kot und Urin. Eine geringe Einstreu mit gehäckseltem Stroh, Sägemehl oder anderen Materialien dient dem Binden von Flüssigkeit, wie zum Beispiel Milch.

## Tiefbox

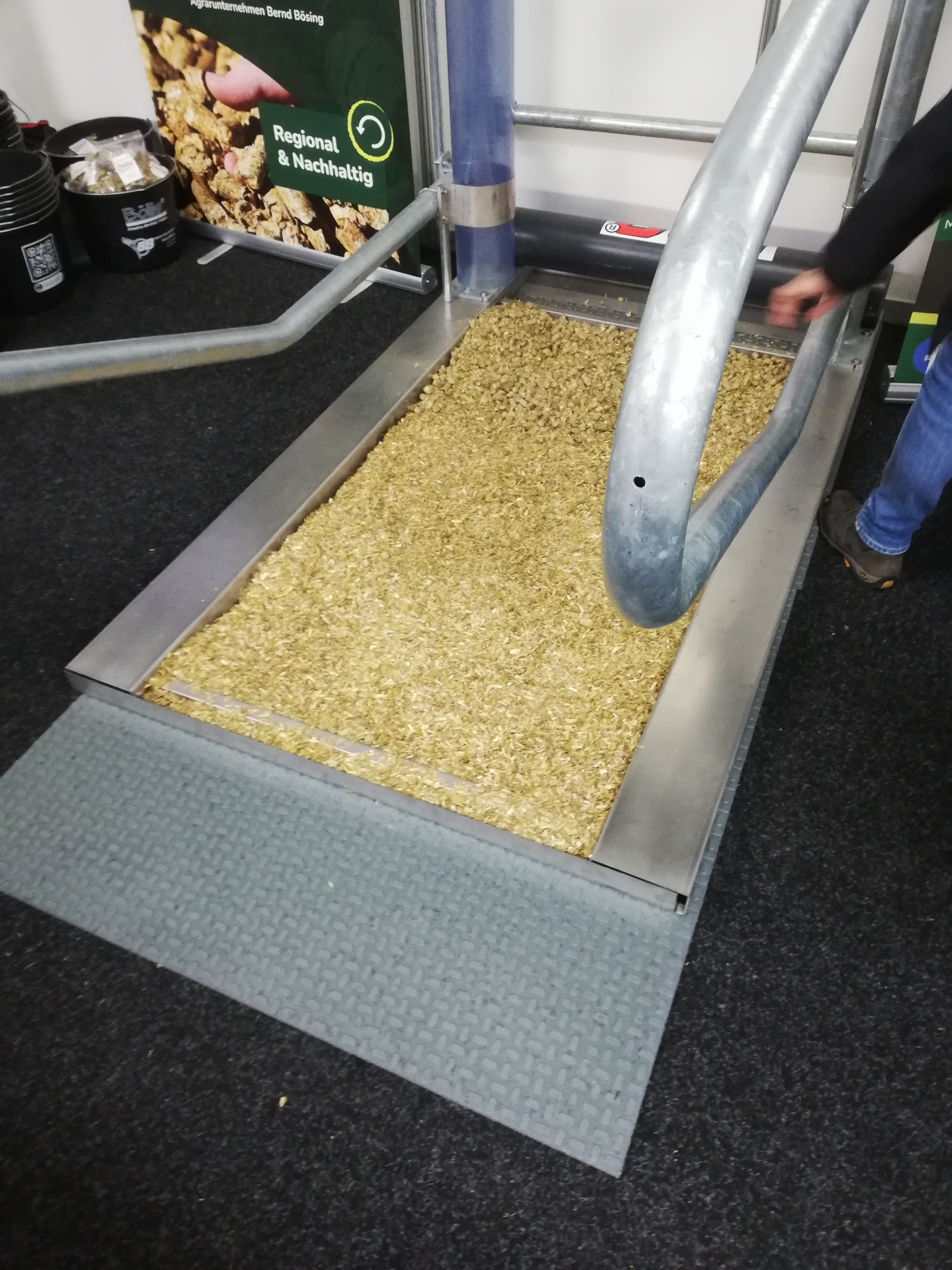
Tiefbox auf der Messe Greenlive Kalkar 2022

Die Liegefläche einer Tiefbox besteht aus einer organischen Matratze, die nach vorne hin leicht ansteigen soll (um 2 bis 4 Prozent). Zum Laufgang hin begrenzt eine sogenannte Streuschwelle die Liegebox und hält die Einstreu in der Liegebox.

## Fressliegebox
Fressliegeboxen sind eine Umbauvariante von der Anbinde- zur Laufstallhaltung, bei der die Anbindestände zugleich als Liege- und Fressplätze dienen und der Mistgang zum Laufgang umfunktioniert wird.

## Hoch-Tiefbox
Die Hoch-Tiefbox ist eine Umbauvariante von der Hochbox mit einer Matratze aus Kunststoff zu einer höherliegenden Tiefbox mit einer organischen Matratze. Hierzu wird eine Streuschwelle am hinteren Ende der Liegebox angebracht und die Liegefläche anschließend eingestreut. Der Umbau zur Hoch-Tiefbox ist oft günstiger als das Ersetzen abgenutzter Kuhmatratzen.